# HD 175156
HD 175156，又名BD-15 5143，SAO 161964、HR 7119，是一颗恒星，视星等为5.1，位于銀經19.33，銀緯-7.75，其B1900.0坐标为赤經18h 48m 59.2s，赤緯-15° -7.75′ 40″。